# Покровська церква (Ларинівка)
Покровська церква — православний храм та пам'ятка архітектури місцевого значення у Ларинівці.

## Історія
Наказом Міністерства культури 27.03.2013 № 228 надано статус «пам'ятник архітектури місцевого значення» з охоронним № 10066-Чр під назвою «Покровська церква». Встановлено інформаційну дошку.

## Опис
Покровська церква — приклад пам'яток дерев'яної монументальної архітектури у псевдоросійському стилі періоду історизму («єпархіальний стиль»). Побудована 1902 року (за іншими даними у 1903) на місці дерев'яної церкви 1732 року.
Дерев'яна, квадратна в плані, зального типа церква. Кубічний обсяг увінчаний куполом на восьмигранному барабані та 4 глухими ліхтариками по кутах. Аналогічний ліхтарик — над ограненою апсидою. Із заходу повідомляється з притвором, над яким розташована дзвіниця — восьмерик на восьмерику, увінчаний наметом. Особливу увагу всередині споруди привертає конструкція шатрового перекриття центрального об'єму. Для зовнішнього декору характерне широке використання різьблення.